# Heilige Drievuldigheidskerk (Košice)
De  kerk van de Heilige Drievuldigheid, ook gekend als Premonstratenzerkerk, is een rooms-katholiek kerkgebouw in Košice, Slowakije, gelegen aan de Hlavná ulica (Hoofdstraat), aan de hoek met de Univerzitná, op enkele meters afstand van de kathedraal van Košice.
Ze is een voorbeeld van barokarchitectuur en is opgetrokken op de plaats waar in de middeleeuwen  jezuïten hun bedehuis hadden. In 1619 vond hier de foltering plaats van de drie martelaren van Košice.

## Geschiedenis

### Ontstaan
In de middeleeuwen stond op deze plek het "Koninklijk Huis" dat de voorganger was van het huidige gebouw.
In 1618, kort na het begin van de contrareformatie en de Dertigjarige Oorlog (1618-1648), regelde de schout van de calvinistische stad Košice, in dat huis een woning en een kapel ten behoeve van drie priesters, te weten: de jezuïeten Melchior Grodziecki en Stephan Pongrácz, evenals de kanunnik: Marko Krizin. Hier oefenden deze geestelijken hun taak uit voor de katholieke minderheid van de stad en hier vond ook hun martelaarschap plaats.
Begin september 1619 was er een oproer van de calvinisten tegenover de regerende Habsburgse keizer Ferdinand II. Het calvinistische leger van George I Rákóczi bezette de stad Košice samen met de opstandige prins Gabriël Bethlen.
Bethlen keerde zich tegen de plaatselijke katholieken, en in het bijzonder tegen de drie geestelijken. Ze werden beschuldigd van verraad ten voordele van het Poolse leger, gevangen gezet zonder voedsel noch drank en gefolterd. Op 7 september 1619 werden twee van hen, met name Marko Krizin en Melchior Grodziecki  ter dood gebracht door onthoofding. De derde, Stephan Pongrácz, stierf daags nadien aan zijn verwondingen.
De begane wreedheden tegen de priesters gaven aanstoot aan de  bevolking. Zowel de katholieken als de protestanten keurden de wreedheden af.

### Constructie
Circa 38 jaar later, in 1657, stichtte de bisschop van Eger, Benedict Kishdy, vlak bij deze plaats, de eerste universiteit van Košice ("Universitas Cassoviensis").
Teneinde de gebeurtenissen van de Dertigjarige Oorlog goed te maken, kocht de schoondochter van George I Rákóczi, Sophia Báthory (1619-1680) (de echtgenote van George II Rákóczi) later de ruïnes van het Koninklijke Huis met de bedoeling in de plaats daarvan een kerk voor de jezuïeten te bouwen. Deze kerk werd voltooid in 1681 en hetzelfde jaar in gebruik genomen.
Op de gevel van de kerk herinnert een inscriptie in het latijn aan de goede daad van de weldoener: POSUIT SOPHIA PRINCEPS  BATHORY "De vooraanstaande Sophia Báthory heeft dit gebouwd".

### Overgang
Op 21 juli 1773 verlieten de jezuïeten de stad Košice in het kader van de ontbinding der orde (van 1773 tot 1814). Bijgevolg ging anno 1811 het gebouw over naar de premonstratenzerorde die de kerk thans benut.

## Illustraties

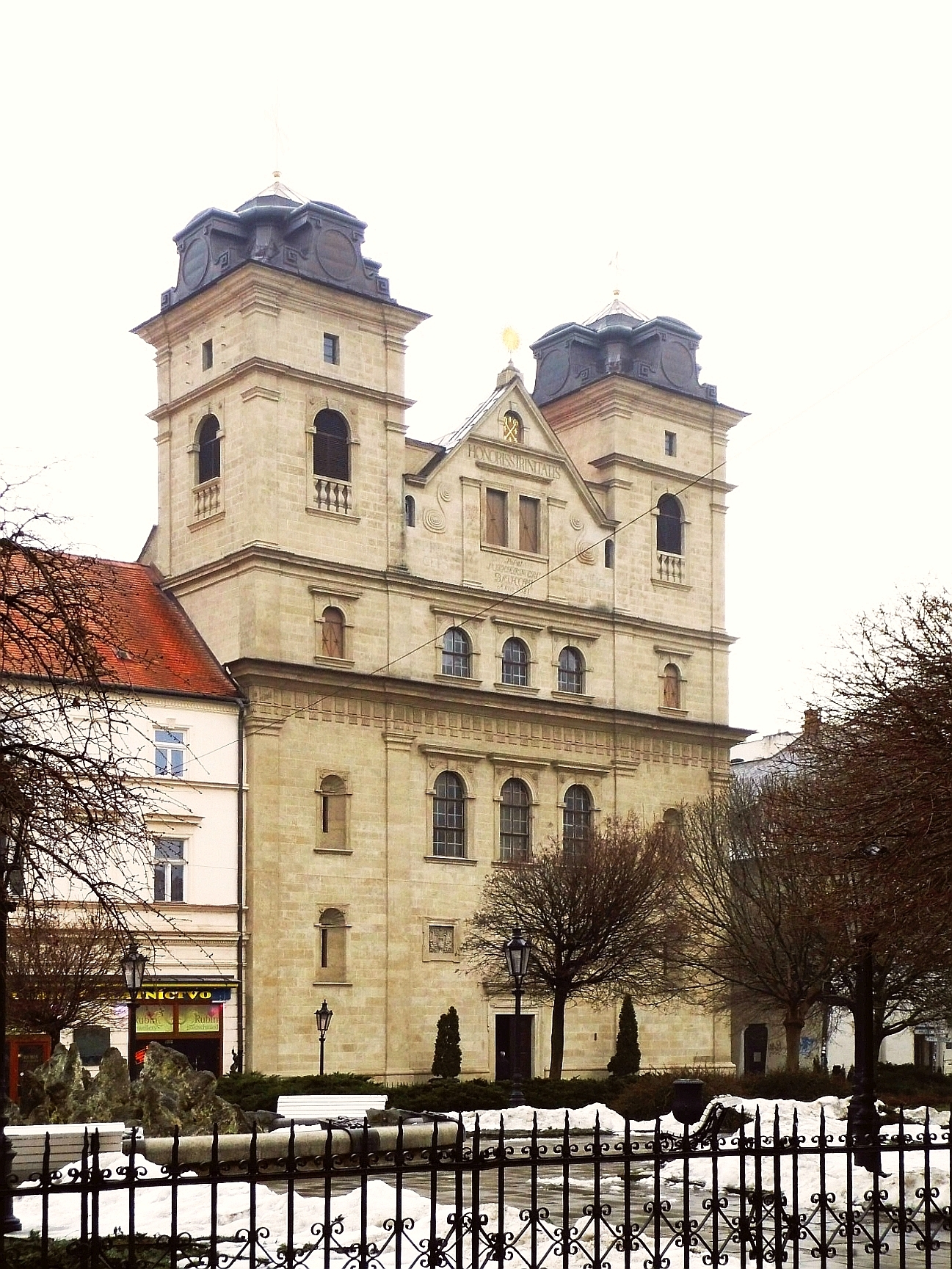
De H. Drievuldigheidskerk ligt aan de Hlavná ulica: de "Hoofdstraat" van Košice (februari 2017).
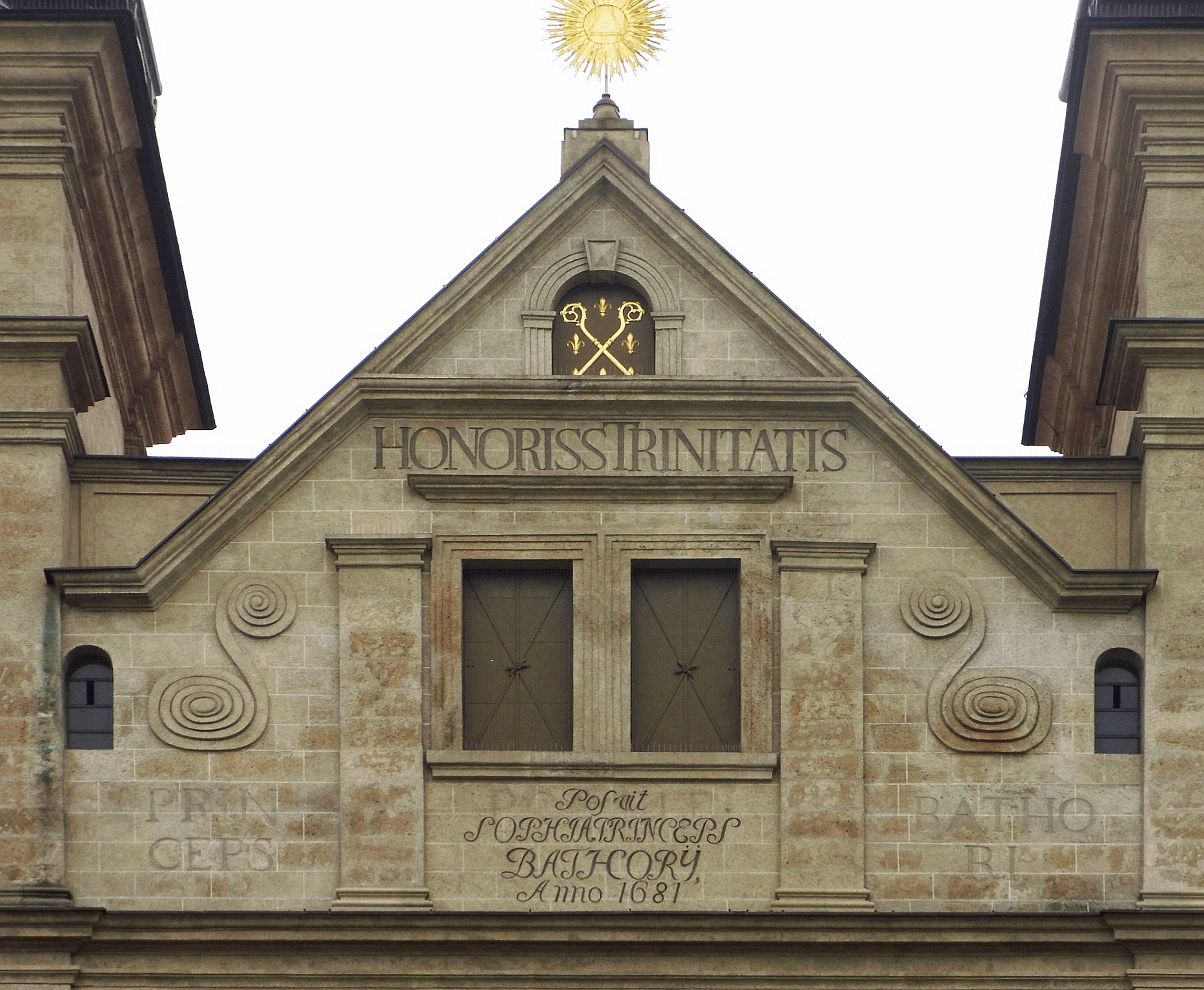
Op de voorgevel prijkt de latijnse naam van de kerk, evenals een inscriptie ter nagedachtenis van de weldoener: Sophia Báthory.
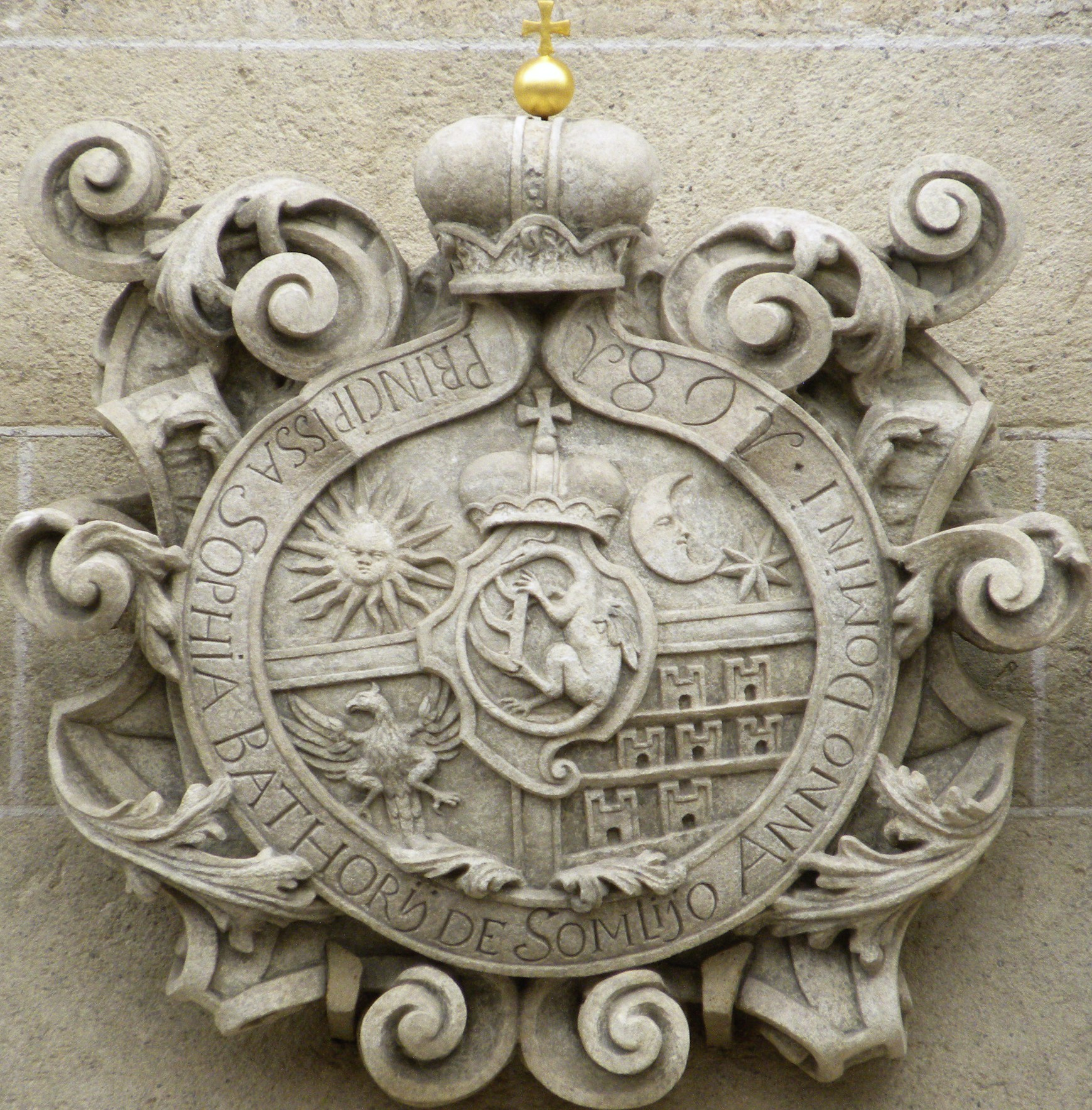
Boven de portaaldeur bevindt zich het wapen van de weldoener, Sophia Báthory, die de bouw van de kerk mogelijk maakte.
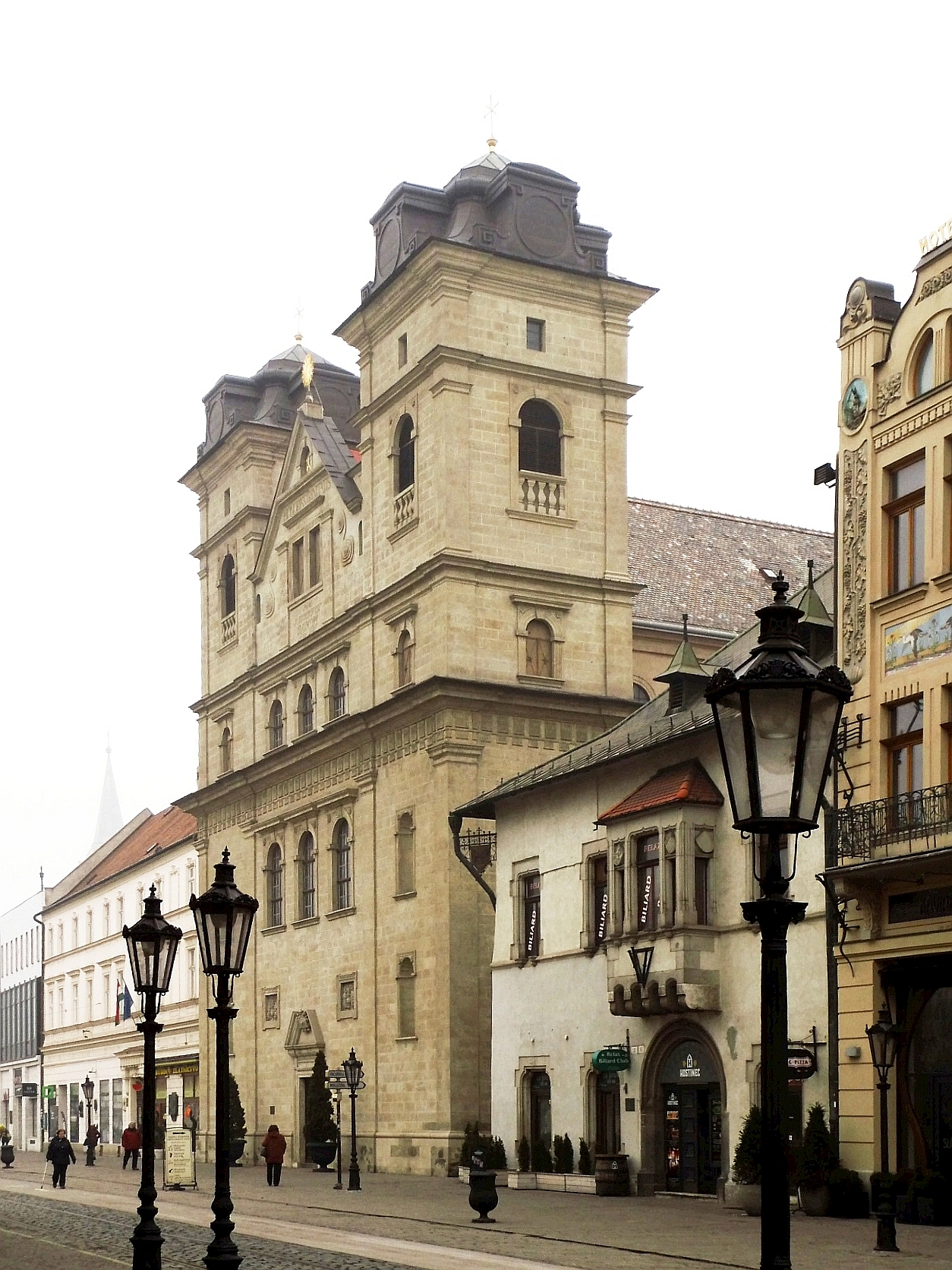
De kerk is gesitueerd aan de hoek met de « Univerzitná » (rechts).